# Confessione di fede di Westminster

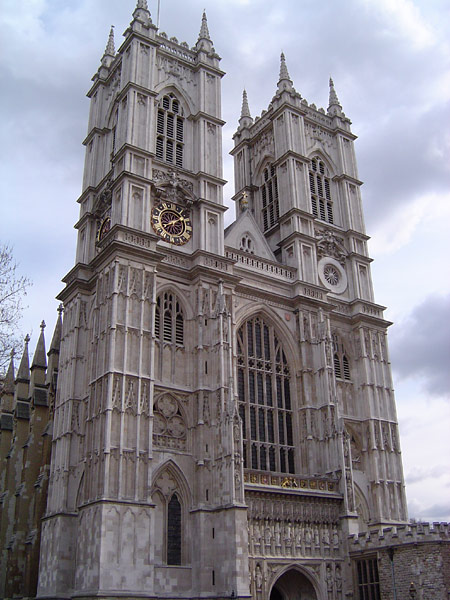
L'abbazia di Westminster

La Confessione di fede di Westminster (in inglese: Westminster Confession of Faith) è uno dei credo più influenti del calvinismo e uno dei documenti più significativi che definiscono il contenuto della fede delle Chiese presbiteriane.
Fu elaborato, insieme ad altri documenti, nel corso dell'Assemblea di Westminster tenutasi presso l'omonima abbazia (Londra, Gran Bretagna) dal 1643 al 1646.

## Contesto storico
Il contesto storico immediato di questa confessione di fede risiede nelle tensioni fra Carlo I d'Inghilterra ed i suoi sudditi e che sorse in larga parte dall'insistenza di Carlo di imporre l'anglicanesimo. In un'epoca in cui sembrava ovvio che lo Stato, interessandosi del benessere dei suoi cittadini, si dovesse interessare pure di affari religiosi, una tale presa di posizione comportò implicazioni politiche. I puritani erano della persuasione che il credo della Chiesa di Inghilterra dovesse essere riveduto tanto da far insegnare e predicare una religione pura secondo l'insegnamento delle Sacre Scritture. Gli scozzesi, convinti calvinisti resistevano a qualsiasi tentativo di rivedere il loro credo. Nel 1638 lo storico "Patto nazionale" lo affermava ed un'invasione scozzese nel nord dell'Inghilterra costrinse Carlo a convocare una seduta del Parlamento. Questo, però, esigeva concessioni troppo grandi che Carlo rifiutò. Questo suscitò lo scoppio, nel 1642 della guerra civile.
In questo contesto, come parte dei tentativi di riforma del parlamento, fu convocata un'assemblea di teologi a Westminster per formulare un credo adatto per le chiese inglesi e scozzesi. Durante le riunioni di questa assemblea continuavano i disordini civili.
Dominato dai calvinisti puritani, con solo pochi delegati puritani "indipendenti", l'assemblea includeva calvinisti scozzesi (dall'Inghilterra 121 teologi e 30 laici; dalla Scozia 4 teologi e 2 laici; alcuni fra i 35 delegati non riuscirono ad arrivarvi a causa dei disordini civili).
Incontrandosi per tre anni (1643-1646). i delegati non ebbero molte difficoltà per giungere ad un accordo sulla dottrina (2/3 della Confessione), ma i capitoli su Chiesa e Stato richiesero molto più tempo per essere stilati.
Adottata in Inghilterra ed in Scozia come documento ufficiale normativo della Chiesa, questa confessione rimane centrale per la Chiesa di Scozia e per innumerevoli Chiese presbiteriane.
In Inghilterra, salito al potere Oliver Cromwell, venne fatto giustiziare il re Carlo (1649) e stabilito il Commonwealth. Appoggiandosi al potere dell'esercito, dove i puritani indipendentisti erano forti, egli concesse libertà religiosa a tutti i protestanti. 

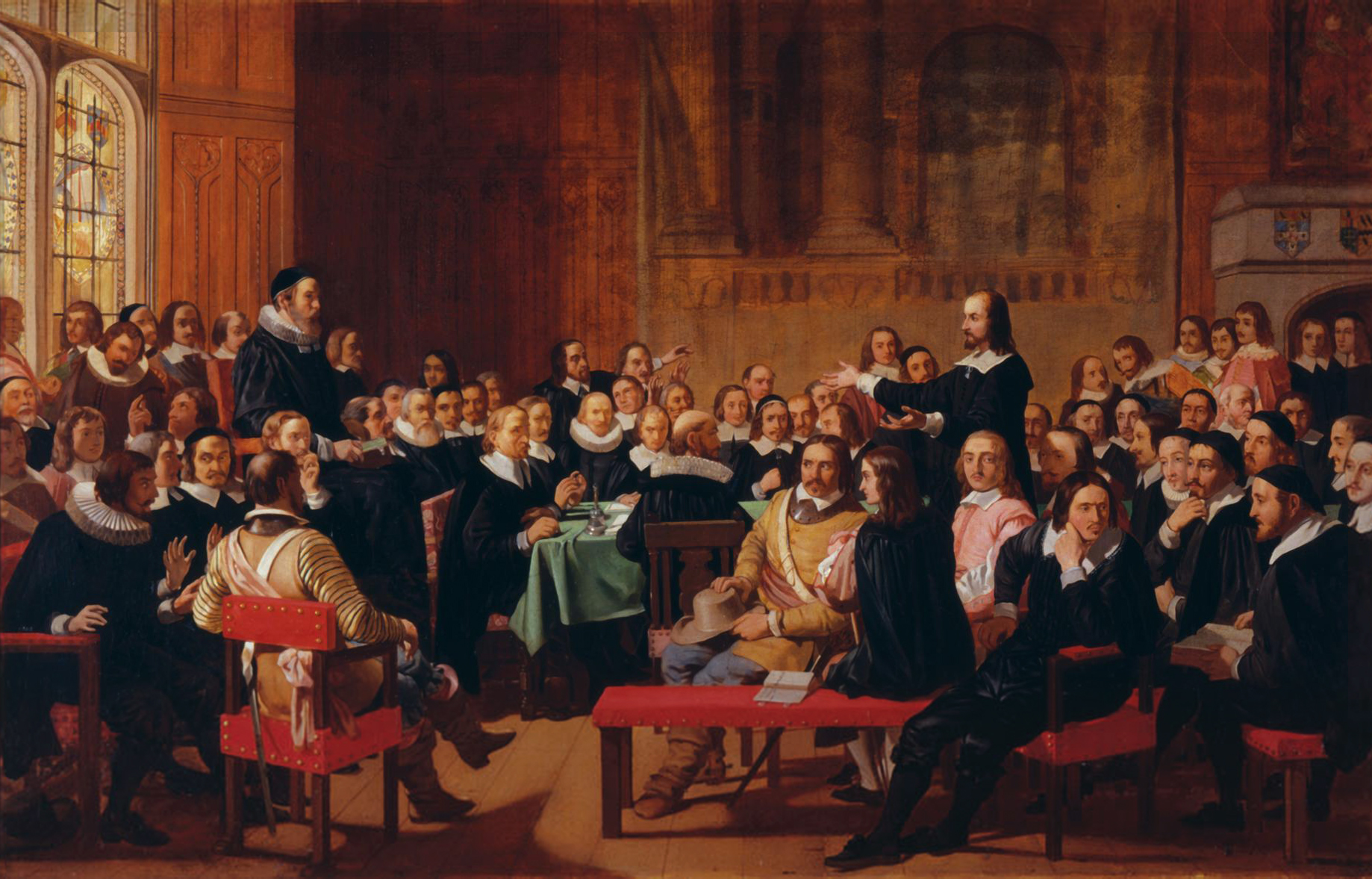
Assertion of Liberty of Conscience by the Independents of the Westminster Assembly of Divines, di J.R. Herbert, 1847, palazzo di Westminster

Cromwell dovette conquistare la Scozia con la forza (gli scozzesi, sebbene calvinisti, appoggiavano la famiglia reale), ed in Irlanda il Cattolicesimo dovette passare temporaneamente alla clandestinità. il Commonwealth durò però solo un decennio. Carlo II d'Inghilterra diventò re (1660) e di nuovo la Chiesa anglicana tornò ad essere la Chiesa stabilita in Inghilterra. La Scozia conservò la sua chiesa presbiteriana stabilita.

## Contenuto
Questa confessione di fede è un'esposizione sistematica del calvinismo ortodosso (che gli studiosi neo-ortodossi barthiani definiscono sempre come "calvinismo scolastico"), influenzato dalla teologia puritana e dalla Covenant Theology (teologia riformata che utilizza il concetto di Alleanza come motivo di base).
Le sue caratteristiche più controverse includono la doppia predestinazione in equilibrio con la capacità umana di scegliere; il patto con Adamo, la dottrina puritana della certezza della salvezza, una concezione minimalista del principio regolatore del culto e una visione sabbatista della Domenica. Punto ancora più controverso è l'affermazione che il biblico Anticristo sia da identificarsi nel Papa, la messa del Cattolicesimo come forma di idolatria e regole che proibiscono ai credenti di sposare increduli. Queste formulazioni sono state ripudiate dalla Chiesa di Scozia nel 1980, ma rimangono parte della dottrina ufficiale di altre chiese presbiteriane.